# Église Sant'Antonio da Padova a Circonvallazione Appia
L'église Sant'Antonio da Padova a Circonvallazione Appia (en français : église Saint-Antoine-de-Padoue-à-l'Appia-Circulaire) est une église romaine située dans le quartier Appio-Latino sur la via Circonvallazione Appia et dédiée à saint Antoine de Padoue.

## Historique
L'église devient paroisse le 1er mars 1988 sur décision du cardinal-vicaire Ugo Poletti et confiée aux Rogationistes du Cœur de Jésus. Depuis le 18 février 2012, l'église abrite la diaconie cardinalice Sant'Antonio di Padova a Circonvallazione Appia instituée par Benoît XVI.

## Architecture et décorations
La façade se compose d'un portail unique, de trois grandes fenêtres, et d'un bas-relief représentant Saint Antoine secourant les orphelins. L'église possède une grande coupole dorée flanquée de deux campaniles couronnés de pinacles. L'intérieur est fait de trois nefs séparées par des pilastres et l'abside est simplement éclairée par la lumière naturelle provenant des ouvertures de la coupole.

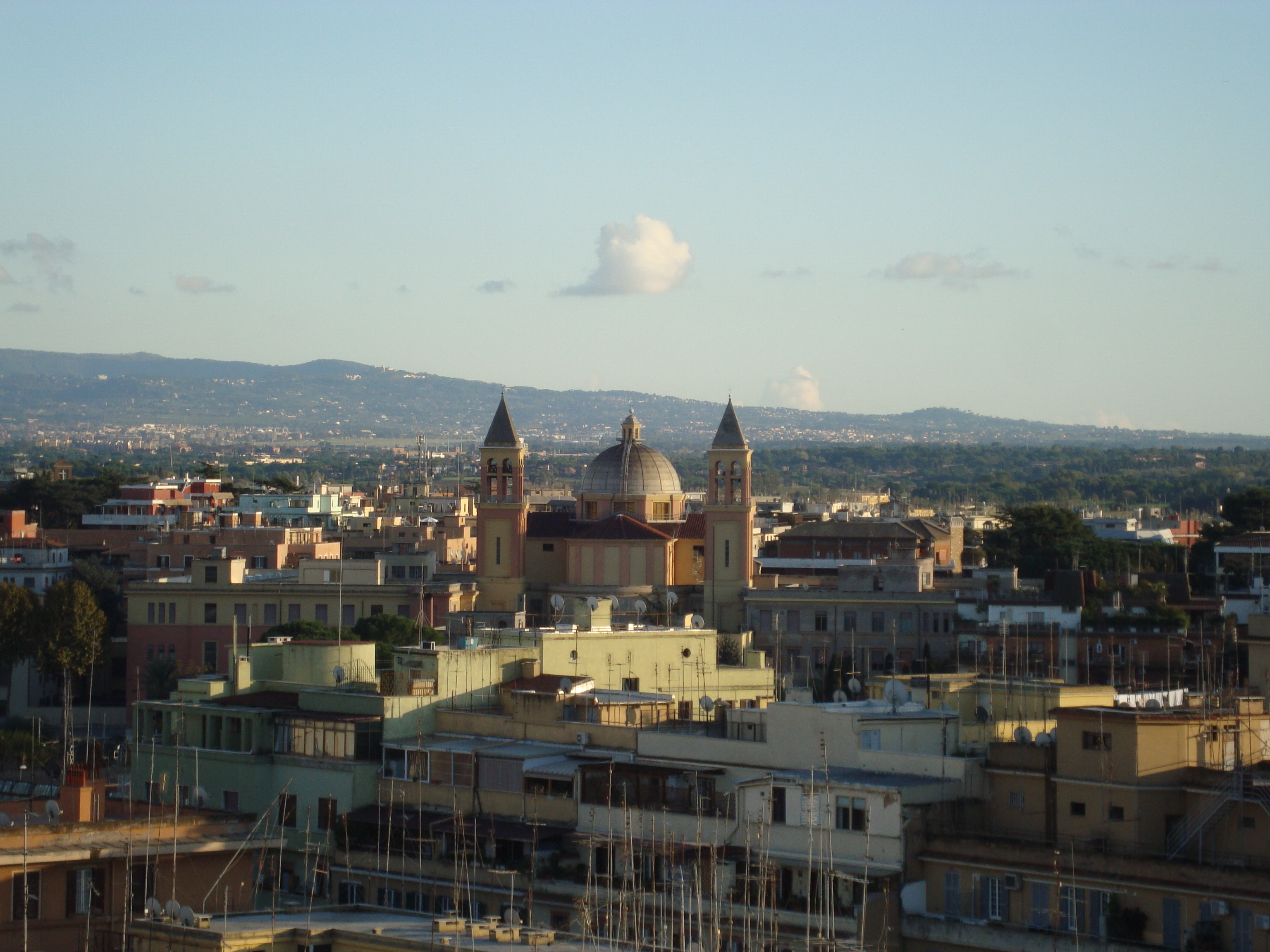
Vue lointaine
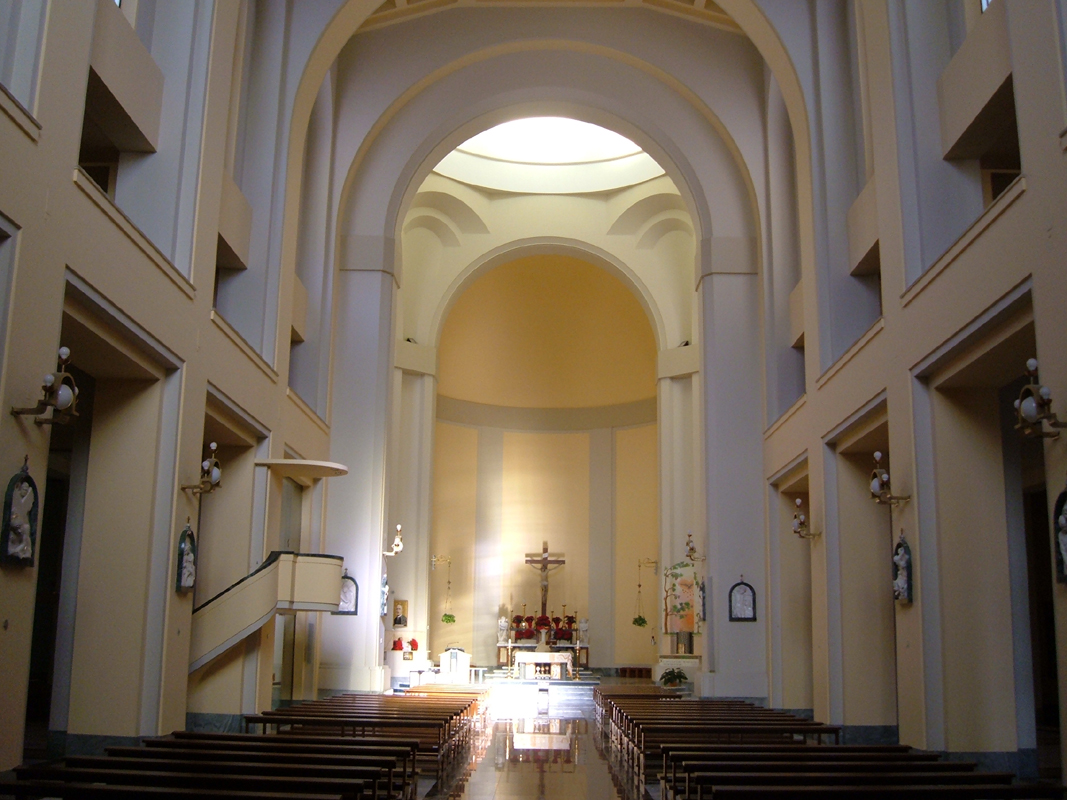
Intérieur de l'église